# Шалаев, Анатолий Андреевич
Анато́лий Андре́евич Шала́ев (26 декабря 1925 года, деревня Сенчуры Суземского района Брянской области — 26 июля 1997, Москва) — советский и российский музыкант-ансамблист, композитор и хормейстер. Заслуженный артист РСФСР (1963).

## Биография
Родился 26 декабря 1925 года в деревне Сенчуры ( ныне Суземский район, Брянская область), жил в Москве с 1930 года.
В 1934—1941 годах учился в Центральной музыкальной школе при МГК имени П. И. Чайковского (класс фортепиано А. Б. Гольденвейзера), участвовал в концертах на сцене ГАБТ и в радиотрансляциях. В 1948—1955 учился дирижированию и композиции, работая совместно с композитором и художественным руководителем Ансамбля песни и пляски Московского округа ПВО Ф. И. Масловым.
В 1941—1943 годах — баянист концертной бригады, обслуживавшей госпитали и передовые линии фронта. С сентября 1943 года участвовал в культурной жизни частей РККА, находящихся в Иране. В 1943—1950 — баянист-солист, в 1943—1963 участник дуэта баянистов с Н. Крыловым, в 1961—1963 — трио баянистов с Н. Крыловым и Б. Петровым, в 1950—1963 — хормейстер в Ансамбле песни и пляски Московского округа ПВО. В 1950—1951 годах обучался на дирижёрско-хоровом отделении в музыкальном училище им. М.М. Ипполитова-Иванова. В 1963—1978 — участник дуэта баянистов с Н. Крыловым Москонцерта. Им написано большое количество обработок, вариаций и фантазий для одного и двух баянов. В составе дуэта с Н. Крыловым выступал с певицами Л. Г. Зыкиной, З. И. Кирилловой.
Умер 26 июля 1997 года. Похоронен в Москве на Троекуровском кладбище.

## Награды и звания
- заслуженный артист РСФСР (1963)
- в составе дуэта с Н. А. Крыловым лауреат дипломов I степени на конкурсе VI ВФМС (1957) и радиофестивале русской песни (1960)[6][17][18].
- орден Отечественной войны II степени (21.2.1987)
- медаль «За боевые заслуги» (19.6.1945)
- медаль «За победу над Германией в Великой Отечественной войне 1941-1945 гг.» (9.5.1945)
- губная гармошка — за работу в ансамбле Центрального фронта ПВО РККА

## Фильмография
- 1938 — Волга-Волга — юный композитор[6][3].